# Rubus philyrinus
Rubus philyrinus es una especie de planta del género Rubus, perteneciente a la familia Rosaceae.

## Taxonomía
Rubus philyrinus fue descrita por Wilhelm Olbers Focke en 1912.

## Distribución
Se encuentra en el territorio de Wetar.